# Atol Salomó

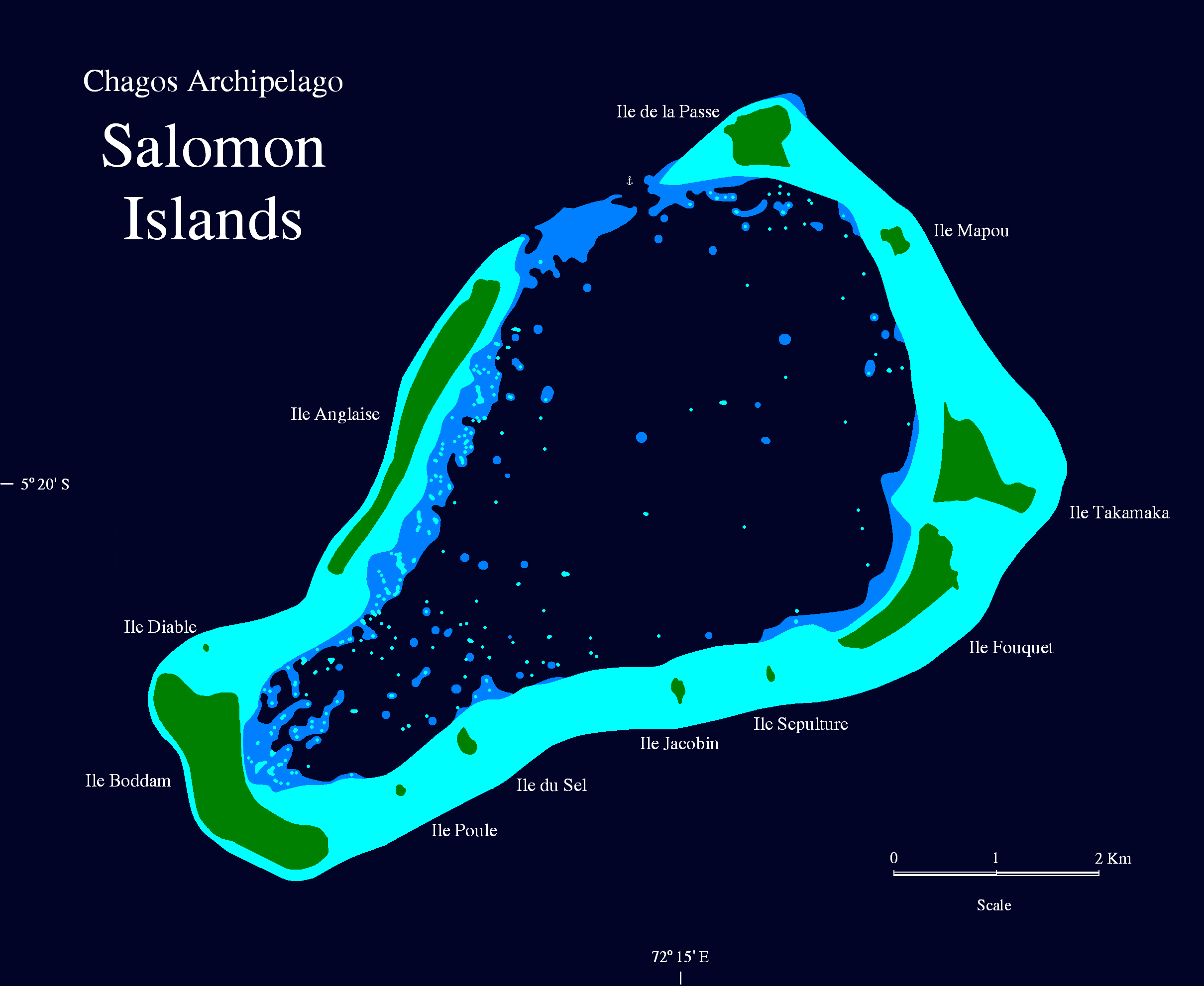
Mapa de l'atol Salomó

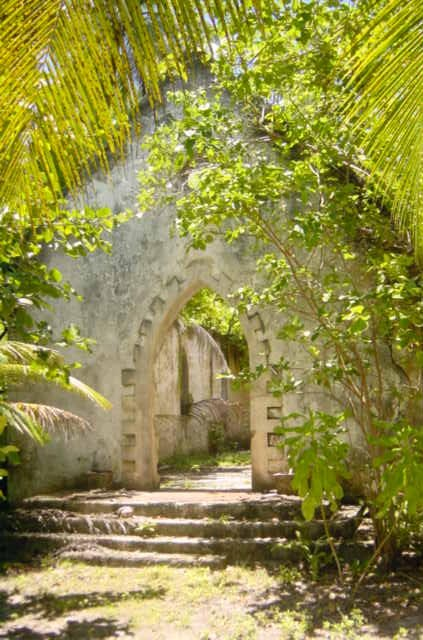
Església abandonada a l'illa Boddam

L'atol Salomó és un atol de l'arxipèlag de les Txagos.

## Descripció
Aquest petit atol havia estat habitat des del segle xviii pels Ilois, que tenien cura de les plantacions de cocoters, sobretot a l'illa Boddam, la més gran de l'atol. Tots els habitants però foren expulsats a la segona meitat del segle xx. Al poblat abandonat de l'illa Boddam hi ha un moll i les ruïnes de diversos edificis, com l'escola i una església.
Actualment l'atol Salomó està deshabitat i només és visitat ocasionalment per qualque iot, aprofitant les aigües calmes de la llacuna durant la travessa de l'oceà Índic.

## Illes
Les illes d'aquest atol són les següents:
1. Île de la Passe
2. Île Mapou
3. Île Takamaka
4. Île Fouquet
5. Île Sepulture
6. Île Jacobin
7. Île du Sel
8. Île Poule
9. Île Boddam
10. Île Diable
11. Île Anglaise